# Miltogramma heptapotamica
Miltogramma heptapotamica är en tvåvingeart som beskrevs av Boris Borisovitsch Rohdendorf 1935. Miltogramma heptapotamica ingår i släktet Miltogramma och familjen köttflugor.
Artens utbredningsområde är Kazakstan. Inga underarter finns listade i Catalogue of Life.